# فبراير 2011
فبراير 2011 هو الشهر الثاني من عام 2011. بدأ الشهر يوم الثلاثاء، وانتهى يوم الأثنين بعد 28 يومًا.

## بوابة:أحداث جارية
| \| 1 فبراير 2011 (الثلاثاء) \| عدل \| تاريخ \| راقب \| تصفح \| |     |       |      |      |
| - نائب الرئيس المصري عمر سليمان (في الصورة) يعلن أن الرئيس محمد حسني مبارك كلفه بإجراء اتصالات على الفور مع جميع القوى السياسية لبدء حوار حول عدد من القضايا من بينها الإصلاح الدستوري والتشريعي. (رويترز) - إنطلاق مظاهرات في مصر وصفت بالمليونية يهدف منظموها إلى إجبار الرئيس محمد حسني مبارك على التخلي عن السلطة، وذلك في اليوم الثامن لإنطلاق ما عرف باسم ثورة الغضب. (بي بي سي) - ملك الأردن عبد الله الثاني بن الحسين يقبل استقالة حكومة سمير زيد الرفاعي التي أتت بعد أسابيع من المظاهرات الاحتجاجية ضد سياسات الحكومة الاقتصادية والمطالبة بالإصلاح السياسي، ويكلف رئيس الوزراء الأسبق معروف البخيت بتشكيل الحكومة الجديدة. (بي بي سي) - الحكومة السودانية تعلن رسمًيا قبولها بنتائج استفتاء جنوب السودان حسب ما أعلنتها المفوضية الخاصة بإجراء الاستفتاء، ونائب الرئيس السوداني علي عثمان طه يؤكد حرص بلاده على استمرار سياسة حسن الجوار مع الجنوب وتبادل المصالح والمنافع وإعمال الحوار في حل القضايا العالقة. (العربية) |     |       |      |      |
| 1 فبراير 2011 (الثلاثاء) | عدل | تاريخ | راقب | تصفح |

| 1 فبراير 2011 (الثلاثاء) | عدل | تاريخ | راقب | تصفح |

| \| 2 فبراير 2011 (الأربعاء) \| عدل \| تاريخ \| راقب \| تصفح \| |     |       |      |      |
| - قتلى وجرحى في إشتباكات بين مؤيدي الرئيس محمد حسني مبارك ومعارضيه بعد قيام المؤيدين باقتحام ميدان التحرير. (بي بي سي) - الرئيس المصري محمد حسني مبارك يعلن عن عدم الترشح في الانتخابات الرئاسية القادمة وذلك بعد المظاهرة التي وصفت بالمليونية، كما يعلن أنه لن يغادر مصر وسيموت فيها، والمتظاهرون يرفضون عدم تنحيه وبقاءه حتى نهاية ولايته ويهددون بالزحف إلى قصر الرئاسة يوم الجمعة المقبل لإرغامه على التنحي فيما وصفوه "بجمعة الرحيل". (رويترز) - الرئيس اليمني علي عبد الله صالح يعلن أنه لن يسعى لتمديد فترته الرئاسية التي تنتهي بعام 2013، وأنه لن يورث الحكم لابنه. (رويترز) - الرئيس الأميركي باراك أوباما يدعو الرئيس المصري محمد حسني مبارك إلى البدء فورًا بعملية انتقال سلمي للسلطة، ويشيد بالمظاهرات الاحتجاجية وموقف الجيش منها. (الجزيرة) |     |       |      |      |
| 2 فبراير 2011 (الأربعاء) | عدل | تاريخ | راقب | تصفح |

| 2 فبراير 2011 (الأربعاء) | عدل | تاريخ | راقب | تصفح |

| \| 3 فبراير 2011 (الخميس) \| عدل \| تاريخ \| راقب \| تصفح \| |     |       |      |      |
| - تعبئة شاملة لقوى المعارضة في مصر استعدادًا لحشد الملايين للمشاركة فيما تسميه المعارضة بجمعة الرحيل لإسقاط الرئيس محمد حسني مبارك. (الجزيرة) - رئيس الوزراء المصري أحمد شفيق يعلن عن بدء الحوار مع الأحزاب المعارضة والقوى السياسية، والجيش يقيم منطقة عازلة بين المحتجين على نظام الرئيس محمد حسني مبارك ومؤيديه. (بي بي سي) - أنصار المعارضة اليمنية يتظاهرون في صنعاء للمطالبة بإدخال إصلاحات ديمقراطية في نفس الوقت الذي تظاهر فيه مؤيدون للرئيس علي عبد الله صالح، وقد رفع أنصار المعارضة شعارات تنادي بتغيير النظام رغم تعهد الرئيس صالح بعدم الترشح أو التوريث. (العربية) |     |       |      |      |
| 3 فبراير 2011 (الخميس) | عدل | تاريخ | راقب | تصفح |

| 3 فبراير 2011 (الخميس) | عدل | تاريخ | راقب | تصفح |

| \| 4 فبراير 2011 (الجمعة) \| عدل \| تاريخ \| راقب \| تصفح \| |     |       |      |      |
| - الرئيس الجزائري عبد العزيز بوتفليقة (في الصورة) يعلن استباقًا لاحتجاجات 12 فبراير المقبل أن الحكومة سترفع حالة الطوارئ في أقرب وقت، ويسمح بالتظاهر السلمي خارج الجزائر العاصمة، ويدعو إلى فتح التلفزة الوطنية أمام أحزاب المعارضة كافة. (الجزيرة) - الحكومة المغربية تهون من شأن دعوة المعارضة إلى يوم غضب مغربي في 20 فبراير القادم، وتقول أن فضاء الحرية مفتوح في المغرب منذ سنوات. (رويترز) - الرئيس المصري محمد حسني مبارك يقول أنه يخشى الفوضى في مصر إذا تنحى، ومنظمو الاحتجاجات يتأهبون لحشد أنصارهم فيما وصفوه بجمعة الرحيل. (رويترز) |     |       |      |      |
| 4 فبراير 2011 (الجمعة) | عدل | تاريخ | راقب | تصفح |

| 4 فبراير 2011 (الجمعة) | عدل | تاريخ | راقب | تصفح |

| \| 5 فبراير 2011 (السبت) \| عدل \| تاريخ \| راقب \| تصفح \| |     |       |      |      |
| - تعليق ضخ إمدادات الغاز المصري إلى إسرائيل والأردن وسوريا بعد إنفجار ضخم وقع في أحد فروع خط الأنابيب الذي ينقله ويمر عبر شمال سيناء. (بي بي سي) - استقالة أعضاء هيئة مكتب الحزب الوطني الديمقراطي الحاكم في مصر، وإجراء تعيينات جديدة في الهيئة شملت تعيين حسام بدراوي أمينًا عامًا للحزب خلفًا لصفوت الشريف وفي الوقت نفسه أمينًا للسياسات التي كان يرأسها جمال مبارك. (بي بي سي) |     |       |      |      |
| 5 فبراير 2011 (السبت) | عدل | تاريخ | راقب | تصفح |

| 5 فبراير 2011 (السبت) | عدل | تاريخ | راقب | تصفح |

| \| 6 فبراير 2011 (الأحد) \| عدل \| تاريخ \| راقب \| تصفح \| |     |       |      |      |
| - نائب الرئيس المصري عمر سليمان يجتمع مع ممثلي أحزاب المعارضة ومن بينهم ممثلون عن جماعة الإخوان المسلمين المحظورة وممثل لمحمد البرادعي بالإضافة إلى خبراء قانونيين مستقلين ورجل الأعمال نجيب ساويرس، وانتهى اللقاء إلى التوافق على تشكيل لجنة لإعداد تعديلات دستورية في غضون شهر، والعمل على إنهاء حالة الطوارئ وتشكيل لجنة وطنية للمتابعة والتنفيذ وتحرير وسائل الإعلام والاتصالات وملاحقة المتهمين في قضايا الفساد. (العربية) - منظمو الاحتجاجات في مصر يدعون إلى مسيرات مليونية اليوم ويستهلون ما أسموه أسبوع الصمود "بأحد الشهداء". (الجزيرة) - مئات العراقيين يتظاهرون في بغداد منددين بسوء الخدمات وتفشي الفقر واستفحال البطالة في امتداد لموجة الاحتجاجات العربية، ورئيس الوزراء نوري المالكي يقرر خفض راتبه للنصف ويدعو إلى حصر فترة رئاسة الوزارة في فترتين فقط. (رويترز) - وزير الخارجية المصري أحمد أبو الغيط (في الصورة) يقول إن تصريحات المرشد الأعلى للثورة الإسلامية في إيران علي خامنئي تكشف عن مكنون ما في صدر النظام الإيراني من أحقاد تجاه مصر.-(سي إن إن) - معاهدة ستارت 2 بين الولايات المتحدة وروسيا تدخل حيز التنفيذ وذلك بعد تبادل الجانبين الوثائق الخاصة بالمصادقة عليها. (بي بي سي) |     |       |      |      |
| 6 فبراير 2011 (الأحد) | عدل | تاريخ | راقب | تصفح |

| 6 فبراير 2011 (الأحد) | عدل | تاريخ | راقب | تصفح |

| \| 7 فبراير 2011 (الإثنين) \| عدل \| تاريخ \| راقب \| تصفح \| |     |       |      |      |
| - الرئيس الأمريكي باراك أوباما (في الصورة) يقول إن مصر لا يمكن أن تعود إلى ما كانت عليه قبل بدء الاحتجاجات ضد نظام الرئيس محمد حسني مبارك، ويرى أن وقت التغيير قد حان. (بي بي سي) - الإعلان رسميًا عن نتيجة استفتاء جنوب السودان الذي أجري في 9 يناير الماضي، وظهرت نتيجته أن 98.83% من المقترعين صوتوا لانفصال الجنوب عن الشمال. (بي بي سي) - وزير الداخلية التونسي يقرر حظر كافة نشاطات حزب التجمع الدستوري الديمقراطي الحاكم سابقًا وذلك لمنع انهيار الوضع الأمني في البلاد. (بي بي سي) |     |       |      |      |
| 7 فبراير 2011 (الإثنين) | عدل | تاريخ | راقب | تصفح |

| 7 فبراير 2011 (الإثنين) | عدل | تاريخ | راقب | تصفح |

| \| 8 فبراير 2011 (الثلاثاء) \| عدل \| تاريخ \| راقب \| تصفح \| |     |       |      |      |
| - الرئيس المصري محمد حسني مبارك يأمر برفع رواتب ومعاشات القطاع العام في بنسبة 15% ابتداءً من أبريل القادم، والحكومة تخصص 960 مليون$ لتغطية تكاليف الزيادة. (بي بي سي) |     |       |      |      |
| 8 فبراير 2011 (الثلاثاء) | عدل | تاريخ | راقب | تصفح |

| 8 فبراير 2011 (الثلاثاء) | عدل | تاريخ | راقب | تصفح |

| \| 9 فبراير 2011 (الأربعاء) \| عدل \| تاريخ \| راقب \| تصفح \| |     |       |      |      |
| - نائب رئيس الجمهورية المصري عمر سليمان ينذر المحتجين في ميدان التحرير (في الصورة) بأن الحكومة لن تقبل باستمرار الاحتجاجات لفترة طويلة، ويقول إن الحوار هو الحل الوحيد. (بي بي سي) - المحتجون المصريون يمدون سيطرتهم إلى شارع القصر العيني الذي يقع فيه مقر مجلس الشعب ومجلس الوزراء. (رويترز) - استقالة وزير الثقافة المصري جابر عصفور بعد عشرة أيام من توليه المسؤولية وذلك لأسباب صحية حسب ما أعلن. (رويترز) - وزير التنمية الجهوية التونسي أحمد نجيب الشابي يقدر الخسائر الاقتصادية التي تعرضت لها بلاده إبان الإنتفاضة الشعبية بما يجاوز 3.5 مليار دولار، والاتحاد الأوروبي يدرس طلبًا تونسيًا لدعمه ببرنامج مساعدات قصير الأجل. (الجزيرة) |     |       |      |      |
| 9 فبراير 2011 (الأربعاء) | عدل | تاريخ | راقب | تصفح |

| 9 فبراير 2011 (الأربعاء) | عدل | تاريخ | راقب | تصفح |

| \| 10 فبراير 2011 (الخميس) \| عدل \| تاريخ \| راقب \| تصفح \| |     |       |      |      |
| - الرئيس المصري محمد حسني مبارك (في الصورة) يعلن في خطاب للشعب عن تفويضه لصلاحياته لنائبه عمر سليمان وذلك وفق القانون، وأعلن أيضًا عن تعديل خمس مواد دستورية وإلغاء مادة سادسة من الدستور، كما قام بتقديم اعتذار لأسر الضحايا الذين سقطوا خلال ثورة 25 يناير التي اندلعت في الخامس والعشرين من يناير / كانون الثاني الماضي ويؤكد أن دمائهم لن تضيع هدرًا، ويشدد على أنه لن يقبل إملاءات من الخارج، ويعبر عن أنه على اقتناع بصدق نوايا الشباب الذين فجروا الثورة. (العربية) - المجلس الأعلى للقوات المسلحة المصرية يقرر الانعقاد بشكل دائم لمتابعة الأوضاع في مصر التي تشهد احتجاجات متواصلة ضد حكم الرئيس محمد حسني مبارك. (العربية) - الرئيس الأمريكي باراك أوباما يقول إن مصر تشهد كتابة تاريخ جديد، ويشير إلى أن عملية الانتقال تتم لأن الشعب المصري يطالب بالتغيير، وأن الشباب كان في الصدارة وانضمت إليه بقية فئات الشعب، ويتعهد ببذل الولايات المتحدة كل ما تستطيع لدعم انتقال ديمقراطي للسلطة. (العربية) - وفاة الفريق سعد الدين الشاذلي (بي بي سي) |     |       |      |      |
| 10 فبراير 2011 (الخميس) | عدل | تاريخ | راقب | تصفح |

| 10 فبراير 2011 (الخميس) | عدل | تاريخ | راقب | تصفح |

| \| 11 فبراير 2011 (الجمعة) \| عدل \| تاريخ \| راقب \| تصفح \| |     |       |      |      |
| - نائب الرئيس المصري عمر سليمان يعلن عن تنحي الرئيس محمد حسني مبارك (في الصورة) عن منصبه وتكليفه المجلس الأعلى للقوات المسلحة بإدارة شؤون البلاد وذلك في اليوم الثامن عشر لاندلاع ثورة 25 يناير. (بي بي سي) - المجلس العسكري المصري يعلن إنه ليس بديلًا عن الشرعية التي يرتضيها الشعب، ويعلن أن المجلس يتدارس إجراءات تحقيق آمال الشعب، ويوجه تحية شكر إلى الرئيس السابق محمد حسني مبارك لدوره في مسيرة العمل الوطني حربًا وسلمًا فضلًا عن موقفه الوطني في تفضيل المصلحة العليا للوطن. (بي بي سي) - الرئيس الأمريكي باراك أوباما يشيد بالثورة المصرية ويؤكد أن المصريين لن يقبلوا مستقبلًا بغير ديمقراطية كاملة، ويشيد بالجيش الذي قام بدور يجب أن يجمع كل التيارات في مصر. (العربية) |     |       |      |      |
| 11 فبراير 2011 (الجمعة) | عدل | تاريخ | راقب | تصفح |

| 11 فبراير 2011 (الجمعة) | عدل | تاريخ | راقب | تصفح |

| \| 12 فبراير 2011 (السبت) \| عدل \| تاريخ \| راقب \| تصفح \| |     |       |      |      |
| - اشتباكات بين الشرطة الجزائرية ومتظاهرين في الجزائر العاصمة إثر تمكن حوالى 500 شخص من التجمع في ساحة الوئام المدني للمشاركة في تظاهرة محظورة تطالب بتغيير النظام، كما أدى ذلك إلى اعتقال الشرطة لعدد من المتظاهرين. (العربية) - المجلس الأعلى للقوات المسلحة الحاكم في مصر يطلب من حكومة الرئيس أحمد شفيق تسيير الأعمال لحين تشكيل حكومة جديدة، ويعلن إنه يتطلع للانتقال للسلمي للسلطة الذي يسمح بتولي سلطة مدنية منتخبة لبناء الدولة الديمقراطية الحديثة، وعناصر من الجيش تبدأ بإزالة الحواجز من محيط ميدان التحرير بوسط القاهرة الذي كان مركز الاحتجاجات الشعبية المطالبة باسقاط النظام وذلك بعد يوم من تنحي الرئيس محمد حسني مبارك، والمدنيون يساعدون عناصر الجيش في إزالة العوائق وتنظيف المكان. (بي بي سي) - محكمة باكستانية تصدر مذكرة توقيف بحق الرئيس السابق برفيز مشرف (في الصورة) وذلك في إطار التحقيق في اغتيال رئيسة الوزراء السابقة بينظير بوتو، حيث وجه إليه الاتهام بأنه كان على علم بخطط طالبان لاستهدافها ولكنه لم يطلع الجهات الأمنية على الأمر بالإضافة إلى التقصير في توفير الأمن اللازم لحمايتها، ومتحدث باسم مشرف يؤكد إنه لن يمتثل لمذكرة التوقيف. (بي بي سي) |     |       |      |      |
| 12 فبراير 2011 (السبت) | عدل | تاريخ | راقب | تصفح |

| 12 فبراير 2011 (السبت) | عدل | تاريخ | راقب | تصفح |

| \| 13 فبراير 2011 (الأحد) \| عدل \| تاريخ \| راقب \| تصفح \| |     |       |      |      |
| - المجلس الأعلى للقوات المسلحة الحاكم في مصر يحل مجلسي الشعب والشورى ويعلق العمل بالدستور، ويعلن توليه إدارة شئون البلاد بصفة مؤقتة لحين انتخاب رئيس جديد. (رويترز) - المعارضة الإيرانية تجدد دعوتها إلى الخروج في مسيرة للتضامن مع تونس ومصر رغم حظر الحكومة هذه التظاهرة وتحذيرها من مغبة مخالفته. (بي بي سي) |     |       |      |      |
| 13 فبراير 2011 (الأحد) | عدل | تاريخ | راقب | تصفح |

| 13 فبراير 2011 (الأحد) | عدل | تاريخ | راقب | تصفح |

| \| 14 فبراير 2011 (الإثنين) \| عدل \| تاريخ \| راقب \| تصفح \| |     |       |      |      |
| - رئيس حكومة تصريف الأعمال في لبنان سعد الدين الحريري (في الصورة) يجدد في ذكرى اغتيال والده رئيس الوزراء السابق رفيق الحريري تمسكه بالمحكمة الدولية التي تحقق في قضية اغتيال والده، ويقول إنه لن تكون هناك مواجهة مع الطائفة الشيعية ولا مع أي طائفة في لبنان.-(سي إن إن) - المجلس الأعلى للقوات المسلحة الحاكم في مصر يطالب بوقف الاحتجاجات والاعتصامات والإضرابات العمالية، ويهيب بالمواطنين والنقابات القيام بعملها لوقف تلك الاعتصامات وذلك بهدف تهيئة المناخ المناسب للبلاد في هذه الظروف الحرجة إلى أن يتم تسليم السلطة لحكومة مدنية منتخبة. (العربية) - السلطات الإيرانية تمنع زعيمي المعارضة مهدي كروبي ومير حسين موسوي من الالتحاق بمسيرة دعت إليها جهات غير حكومية تأييدًا لثورتي مصر وتونس وللمطالبة بالحريات في إيران. (العربية) - مصادمات بين مؤيدين ومعارضين للرئيس اليمني علي عبد الله صالح خلال تظاهرات في صنعاء وتعز، والشرطة تطلق أعيرة نارية لتفريق المتظاهرين. (العربية) - رئيس الحكومة الفلسطينية في الضفة الغربية سلام فياض يقدم استقالة حكومته إلى الرئيس محمود عباس. (العربية) |     |       |      |      |
| 14 فبراير 2011 (الإثنين) | عدل | تاريخ | راقب | تصفح |

| 14 فبراير 2011 (الإثنين) | عدل | تاريخ | راقب | تصفح |

| \| 15 فبراير 2011 (الثلاثاء) \| عدل \| تاريخ \| راقب \| تصفح \| |     |       |      |      |
| - ملك البحرين حمد بن عيسى آل خليفة (في الصورة) يعلن عن تشكيل لجنة للتحقيق في أسباب وفاة شخصين أثناء الاحتجاجات التي شهدتها البلاد على مدى يومين. (بي بي سي) - المجلس الأعلى للقوات المسلحة الحاكم في مصر يطلب من لجنة تعديل الدستور إنجاز التعديلات خلال مدة لا تتجاوز عشرة أيام، لتطرح بعد ذلك للاستفتاء الشعبي خلال شهرين على أن يتم بعد إعلان نتيجة الاستفتاء رفع حالة الطوارئ لتأهيل البلاد للانتخابات البرلمانية والرئاسية. (العربية) |     |       |      |      |
| 15 فبراير 2011 (الثلاثاء) | عدل | تاريخ | راقب | تصفح |

| 15 فبراير 2011 (الثلاثاء) | عدل | تاريخ | راقب | تصفح |

| \| 17 فبراير 2011 (الخميس) \| عدل \| تاريخ \| راقب \| تصفح \| |     |       |      |      |
| - مدرعات من الجيش البحريني تقوم بدوريات في شوارع العاصمة المنامة بعد استعمال قوات الأمن الغاز المسيل للدموع والرصاص المطاطي لتفريق احتجاج ضد الحكومة الليلة الماضية في دوار اللؤلؤة ما أسفر عن سقوط أربعة قتلى على الأقل. (بي بي سي) - معلومات للمعارضة الليبية تشير إلى أن أربع مدن على الأقل شهدت مظاهرات مناوئة للنظام استجابة لدعوات عبر الفيس بوك وتويتر، والمئات من مؤيدين الزعيم الليبي معمر القذافي يتجمعون في الساحة الخضراء بمدينة طرابلس لمواجهة الاحتجاجات مرددين شعارات تقول "نحن ندافع عن القذافي" و"الثورة مستمرة". (بي بي سي) - تجدد المواجهات بين المؤيدين والمعارضين للرئيس اليمني علي عبد الله صالح مما أسفر عن سقوط عشرة جرحى على الأقل. (بي بي سي) |     |       |      |      |
| 17 فبراير 2011 (الخميس) | عدل | تاريخ | راقب | تصفح |

| 17 فبراير 2011 (الخميس) | عدل | تاريخ | راقب | تصفح |

| \| 18 فبراير 2011 (الجمعة) \| عدل \| تاريخ \| راقب \| تصفح \| |     |       |      |      |
| - عشرات الآلاف يشاركون في تشييع جنازات المتظاهرين الذين قتلوا الخميس برصاص قوات الأمن البحرينية، والمشيعون يهتفون بشعارات تطالب بإسقاط النظام الملكي الحاكم في البلاد. (بي بي سي) - مسيرة مليونية في ميدان التحرير بالقاهرة تحت اسم "جمعة النصر" وذلك للاحتفال بالنصر وتأبين شهداء ثورة 25 يناير والتأكيد على تحقيق باقي أهداف ومطالب الثورة. (العربية) |     |       |      |      |
| 18 فبراير 2011 (الجمعة) | عدل | تاريخ | راقب | تصفح |

| 18 فبراير 2011 (الجمعة) | عدل | تاريخ | راقب | تصفح |

| \| 19 فبراير 2011 (السبت) \| عدل \| تاريخ \| راقب \| تصفح \| |     |       |      |      |
| - الولايات المتحدة تستخدم الفيتو ضد مشروع قرار لمجلس الأمن الدولي يدين النشاط الاستيطاني الإسرائيلي في الأراضي الفلسطينية، والسلطة الوطنية الفلسطينية تعلن أن الفيتو الأمريكي ضد مشروع القرار العربي يشجع إسرائيل على الاستمرار في الاستيطان، وتعلن أنها ستعيد النظر في عملية المفاوضات مع إسرائيل بمجملها. (العربية) - ملك البحرين حمد بن عيسى آل خليفة يكلف ولي العهد الأمير سلمان بن حمد آل خليفة (في الصورة) ببدء حوار وطني مع كل الأطراف، وجمعية الوفاق الوطني الإسلامية ترفض إجراء أي حوار قبل استقالة الحكومة وانسحاب القوات المسلحة من شوارع المنامة. (العربية) |     |       |      |      |
| 19 فبراير 2011 (السبت) | عدل | تاريخ | راقب | تصفح |

| 19 فبراير 2011 (السبت) | عدل | تاريخ | راقب | تصفح |

| \| 20 فبراير 2011 (الأحد) \| عدل \| تاريخ \| راقب \| تصفح \| |     |       |      |      |
| - قوات الأمن الليبية تقترف مجزرة في بنغازي بحق محتجين هتفوا بسقوط الرئيس معمر القذافي (في الصورة). (الجزيرة) - آلاف المغاربة يشاركون في تظاهرات بعدة مدن بينها الدار البيضاء والرباط للمطالبة باصلاحات سياسية. (بي بي سي) - المعارض المصري محمد البرادعي يقول إن تنظيم انتخابات مبكرة في مصر سيقضي على مكتسبات ثورة 25 يناير وسيعيد الحكم إلى أنصار الرئيس السابق محمد حسني مبارك، ويدعو إلى تشكيل مجلس رئاسي مؤلف من مدنيين إثنين وعسكري لإدارة مرحلة انتقالية تتضمن تشكيل مجلس تأسيسي واستفتاء على دستور جديد وتقوية الأحزاب السياسية قبل إجراء انتخابات في غضون سنة بأقل تقدير. (بي بي سي) |     |       |      |      |
| 20 فبراير 2011 (الأحد) | عدل | تاريخ | راقب | تصفح |

| 20 فبراير 2011 (الأحد) | عدل | تاريخ | راقب | تصفح |

| \| 21 فبراير 2011 (الإثنين) \| عدل \| تاريخ \| راقب \| تصفح \| |     |       |      |      |
| - سيف الإسلام القذافي نجل الزعيم الليبي معمر القذافي يدعو في خطاب على التلفزيون الرسمي إلى إجراء عدد من الاصلاحات لتهدئة الاحتجاجات المتصاعدة في ليبيا، ويحذر من تحول الاحتجاجات إلى حرب أهلية ومن خطر تقسيم البلاد إلى عدة ولايات. (بي بي سي) - الاحتجاجات المناوئة للقذافي تتواصل في العاصمة طرابلس، وأنباء عن تعرض المتظاهرين إلى إطلاق نار حي. (بي بي سي) |     |       |      |      |
| 21 فبراير 2011 (الإثنين) | عدل | تاريخ | راقب | تصفح |

| 21 فبراير 2011 (الإثنين) | عدل | تاريخ | راقب | تصفح |

| \| 22 فبراير 2011 (الثلاثاء) \| عدل \| تاريخ \| راقب \| تصفح \| |     |       |      |      |
| - الزعيم الليبي معمر القذافي يقول إنه ليس رئيسًا حتى يتنحى ويصف نفسه بأنه قائد الثورة إلى الأبد، ويعلن إنه لن يغادر ليبيا وسيموت شهيدًا وسيقاتل إلى آخر قطرة من دمه، ويدعو مؤيديه إلى الخروج في مسيرات مؤيدة له ويدعوهم للزحف على درنة التي يحكمها أتباع بن لادن، ويتهم المحتجين بأنهم يريدون تحويل ليبيا إلى دولة إسلامية لتكون أفغانستان جديدة، ويقول أن القوة لم تستخدم بعد لمواجهة الاحتجاجات الشعبية. (العربية) - مسيرة ضخمة في البحرين تلبية لدعوة المعارضة وذلك للمطالبة بسقوط الحكومة وذلك في استمرار للاحتجاجات التي تشهدها البحرين منذ 14 فبراير. (بي بي سي) - زلزال بقوة 6.3 Mw يضرب مدينة كرايستشيرش في نيوزيلندا ويؤدي إلى مقتل ما لا يقل عن 65 شخصًا. (بي بي سي) |     |       |      |      |
| 22 فبراير 2011 (الثلاثاء) | عدل | تاريخ | راقب | تصفح |

| 22 فبراير 2011 (الثلاثاء) | عدل | تاريخ | راقب | تصفح |

| \| 24 فبراير 2011 (الخميس) \| عدل \| تاريخ \| راقب \| تصفح \| |     |       |      |      |
| - مدينة زوارة تقع تحت سيطرة معارضي معمر القذافي بعد خلوها من الشرطة والعسكريين، وكتائب الأمن الليبية تشن حملة على مدينة الزاوية الواقعة غرب العاصمة طرابلس، ومدينة مصراتة تتعرض لقصف عنيف من القوات الليبية الموالية للقذافي. (العربية) - الرئيس الأمريكي باراك أوباما يقول إن الحملة العنيفة التي تحتدم في ليبيا تنتهك الأعراف الدولية، ويعلن أنه أمر فريقه للأمن القومي بإعداد مجموعة كاملة من الخيارات للتعامل مع الأزمة. (العربية) - سيف الإسلام القذافي يتهم مصر ودولاً عربية لم يسمها بالتآمر ضد ليبيا وذلك بتسليط إذاعاتهم وكلام مسموم وإشاعات كاذبة عليها. (العربية) - الزعيمان الشيعيان مقتدى الصدر وعلي السيستاني يدعوان العراقيين إلى تأجيل التظاهرات التي كان من المقرر انطلاقها يوم 25 فبراير للاحتجاج على تدني الخدمات وتفشي الفساد في البلاد، مما أدى بالكثير من أتباعهما إلى القول إنهم لن يشاركوا فيها. (بي بي سي) |     |       |      |      |
| 24 فبراير 2011 (الخميس) | عدل | تاريخ | راقب | تصفح |

| 24 فبراير 2011 (الخميس) | عدل | تاريخ | راقب | تصفح |

| \| 25 فبراير 2011 (الجمعة) \| عدل \| تاريخ \| راقب \| تصفح \| |     |       |      |      |
| - وزيرة الخارجية الفرنسية ميشال آليو ماري (في الصورة) تقول إن بلادها والمملكة المتحدة عرضتا على مجلس الأمن الدولي مشروع قرار حول ليبيا ينص على حظر تام لتصدير الأسلحة إليها وفرض عقوبات والإحالة على المحكمة الجنائية الدولية بتهمة إرتكاب جرائم ضد الإنسانية، والولايات المتحدة لا تستبعد استخدام أي شيء للرد على القمع الذي تمارسه الحكومة الليبية ضد الانتفاضة الشعبية. (العربية) - آلاف المتظاهرين يخرجون في تظاهرات في شوارع بغداد وكبرى مدن العراق في يوم غضب احتجاجًا على سوء الخدمات العامة والفساد والبطالة، وسقوط عدد من القتلى والجرحى بعد إطلاق الشرطة للنار لتفريق تجمع المتظاهرين. (بي بي سي) - الجزائر ترفع حالة الطوارئ رسميًا والتي كانت مطبقة في البلاد منذ عام 1992. (بي بي سي) |     |       |      |      |
| 25 فبراير 2011 (الجمعة) | عدل | تاريخ | راقب | تصفح |

| 25 فبراير 2011 (الجمعة) | عدل | تاريخ | راقب | تصفح |

| \| 26 فبراير 2011 (السبت) \| عدل \| تاريخ \| راقب \| تصفح \| |     |       |      |      |
| - مجلس الأمن الدولي يعقد جلسة طارئة لمناقشة فرض عقوبات على النظام الليبي بسبب الهجمات العنيفة التي استهدفت المحتجين المناوئين للحكومة، تشمل فرض حظر على صادرات الأسلحة إلى الحكومة الليبية وحظر سفر بعض المسؤولين الليبيين من وإلى ليبيا وتجميد الأصول الخاصة بالعقيد القذافي وأقاربه وكبار أعضاء النظام الليبي. (بي بي سي) - الولايات المتحدة تفرض عقوبات على الحكومة الليبية بسبب انتهاكها للمعايير والأخلاقيات الدولية بكافة المقاييس بقمعها الدموي للانتفاضة الشعبية ضد النظام، والرئيس الأمريكي باراك أوباما يقول بعد التوقيع على العقوبات إنها تستهدف حكومة معمر القذافي بينما تحافظ على الأصول العائدة للشعب الليبي. (بي بي سي) - رئيس اللجنة المكلفة بتعديل الدستور المصري المستشار طارق البشري يقول إن اللجنة اقترحت في تعديلاتها تقليص فترة الرئاسة إلى أربع سنوات بدلًا من ست وتحديدها بولايتين فقط بعد أن كانت بلا حد أقصى، وإلزام الرئيس بتعيين نائب له خلال 60 يومًا من توليه المنصب. (العربية) |     |       |      |      |
| 26 فبراير 2011 (السبت) | عدل | تاريخ | راقب | تصفح |

| 26 فبراير 2011 (السبت) | عدل | تاريخ | راقب | تصفح |

| \| 27 فبراير 2011 (الأحد) \| عدل \| تاريخ \| راقب \| تصفح \| |     |       |      |      |
| - مجلس الأمن الدولي يوافق بالإجماع على قرار بفرض عقوبات على معمر القذافي منها منعه من السفر هو وأسرته وعشرة من أقرب مساعديه، وتجميد أرصدته مع خمسة من أفراد عائلته، كما وافق المجلس في قرار حصل على موافقة اجماعية من الدول الأعضاء بالمجلس على إحالة ليبيا إلى محكمة العدل الدولية للتحقيق فيما قيل عن وقوع جرائم ضد الإنسانية إضافة إلى حظر استيراد السلاح. (بي بي سي) - الرئيس التونسي المؤقت فؤاد المبزع يكلف الباجي قائد السبسي برئاسة الحكومة المؤقتة وذلك بعد استقالة محمد الغنوشي (في الصورة). (بي بي سي) - وزير العدل الليبي المستقيل مصطفى عبد الجليل يعلن عن مساع لتشكيل مجلس وطني مؤقت برئاسته على أن تكون مدينة بنغازي مقرًا مؤقتًا له إلى حين تحرير العاصمة طرابلس. (الجزيرة) - الشرطة العُمانية تطلق أعيرة مطاطية على محتجين في صحار مما أسفر عن سقوط قتيلين، وكان المحتجون قد تجمعوا للمطالبة برفع الرواتب وبإصلاحات سياسية. (العربية) وفاة نجم الدين اربكان |     |       |      |      |
| 27 فبراير 2011 (الأحد) | عدل | تاريخ | راقب | تصفح |

| 27 فبراير 2011 (الأحد) | عدل | تاريخ | راقب | تصفح |

| \| 28 فبراير 2011 (الإثنين) \| عدل \| تاريخ \| راقب \| تصفح \| |     |       |      |      |
| - المعارضة اليمنية ترفض دعوة الرئيس علي عبد الله صالح (في الصورة) إلى تشكيل حكومة وحدة وطنية، واتساع دائرة الاحتجاجات إلى العديد من المدن اليمنية التي شهدت تظاهرات مطالبة بتغيير النظام. (بي بي سي) - النائب العام في مصر يمنع الرئيس المصري السابق محمد حسني مبارك وأسرته من السفر للخارج، وكذلك التحفظ على جميع الأموال والممتلكات السائلة والمنقولة والعقارية وكافة الأوراق النقدية والأسهم والسندات المملوكة له ولأسرته الموجودة داخل مصر أو في حسابات بنكية تحمل أسماءهم، وذلك بسبب التحقيقات الجارية بشأن الاتهامات الموجهة إليهم جميعًا بتضخم ثرواتهم واستغلال مواقعهم للتربح من خلال المشروعات الاستثمارية التي يقيمها رجال الأعمال داخل مصر. (بي بي سي) |     |       |      |      |
| 28 فبراير 2011 (الإثنين) | عدل | تاريخ | راقب | تصفح |

| 28 فبراير 2011 (الإثنين) | عدل | تاريخ | راقب | تصفح |